# Горьковская детская железная дорога имени М. Горького
Горьковская детская железная дорога имени М. Горького — детская железная дорога, расположенная в Канавинском районе Нижнего Новгорода, Россия.

## Историческая справка
Открыта 8 ноября 1939 года. Первым машинистом детской железной дороги стала Евгения Романовна Герман. Поезд отправился в 14:02. Первоначально линия была длиннее современной и проходила напрямую из Канавино в Автозаводский район. Вдоль маршрута были построены 4 станции: «Родина», «Пушкино», «Маяковская» и «Счастливая». Поезда служили не только для обучения железнодорожным профессиям, но и для пассажирских перевозок, разгружая параллельную трамвайную линию. 
После начала Великой отечественной войны место детей на дороге заняли взрослые, проходящие обучение железнодорожным профессиям. Детской дорога вновь стала только через год после окончания войны. В 1965 году из-за строительства газопровода линия была укорочена до полутора километров вместо девяти. В результате из 4 станций осталась только «Родина», а в здании «Счастливой» расположился Автозаводский Дворец бракосочетания. 1 июня 1992 года открылось движение по новому маршруту, который приобрел замкнутую форму треугольника с протяжённостью 4 километра. 
Одной из вершин треугольника стала единственная уцелевшая станция «Родина», а в двух других построили новые станции. Одна из них вновь получила название «Счастливая», хотя находится в другом месте. Третью назвали «Пушкино».

## Описание
Дорога имеет 3 станции и протяжённость главных путей 3,2 км, общая протяжённость — 4,1 км. Колея узкая — 750 мм. В плане представляет собой треугольник. Главная станция — Родина — находится рядом с парком 1 мая и метро Чкаловская. Сезон начинается 1 июня и заканчивается 29 августа.
Первый в году поезд идёт под паровозом КП-4 № 430, который является одним из нескольких сохранившихся на ходу узкоколейных паровозов в России. Также паровоз используется во время празднования Дня железнодорожника. В локомотивном парке также состоят три узкоколейных тепловоза: ТУ7-2567,ТУ7А-3346 (переданный в январе 2014 года из Казани) и ТУ10-003. 1 июня 2014 года напротив здания станции Родина был открыт памятник тепловозу ТУ2 № 233. Вагонный парк состоит из двух пассажирских составов по 6 вагонов, и двух открытых вагонов типа «Дилижанс».
За три летних месяца 2022 года по Горьковской детской железной дороге перевезено около 15 000 пассажиров. Выручка дороги составила свыше 514 тыс. рублей.

## Галерея

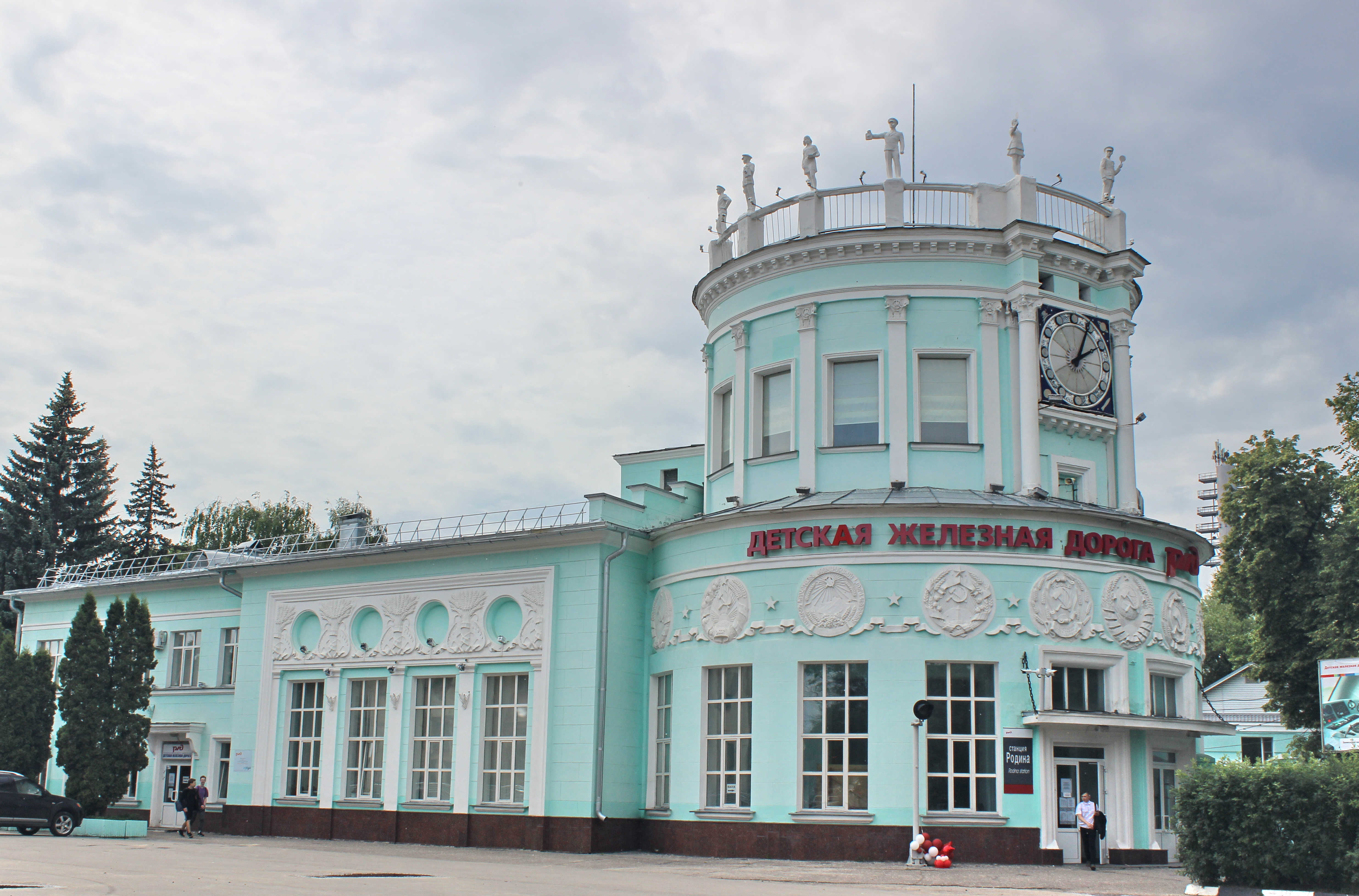
Станция «Родина»
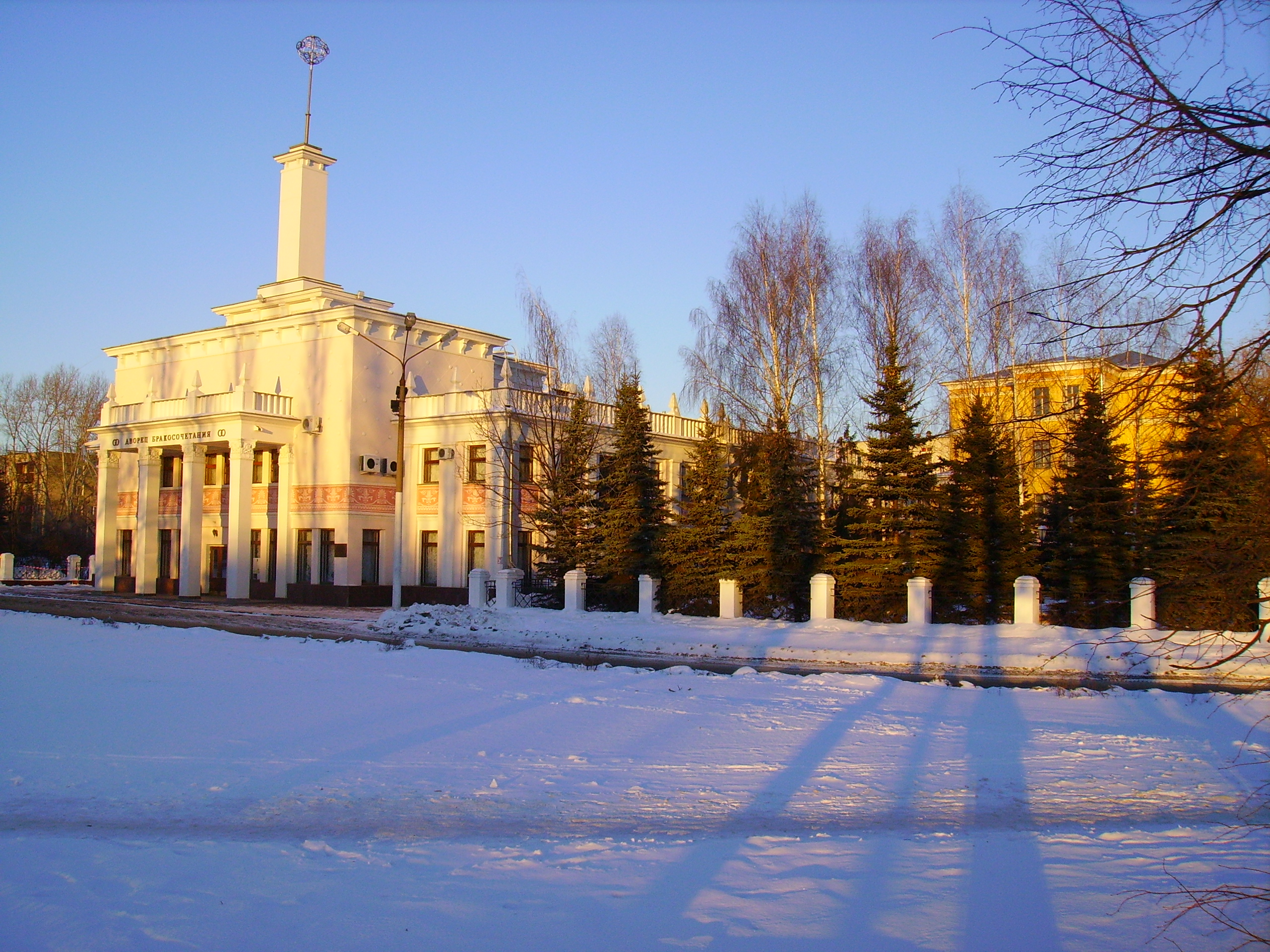
Бывшая станция «Счастливая» (Автозаводский дворец бракосочетаний)
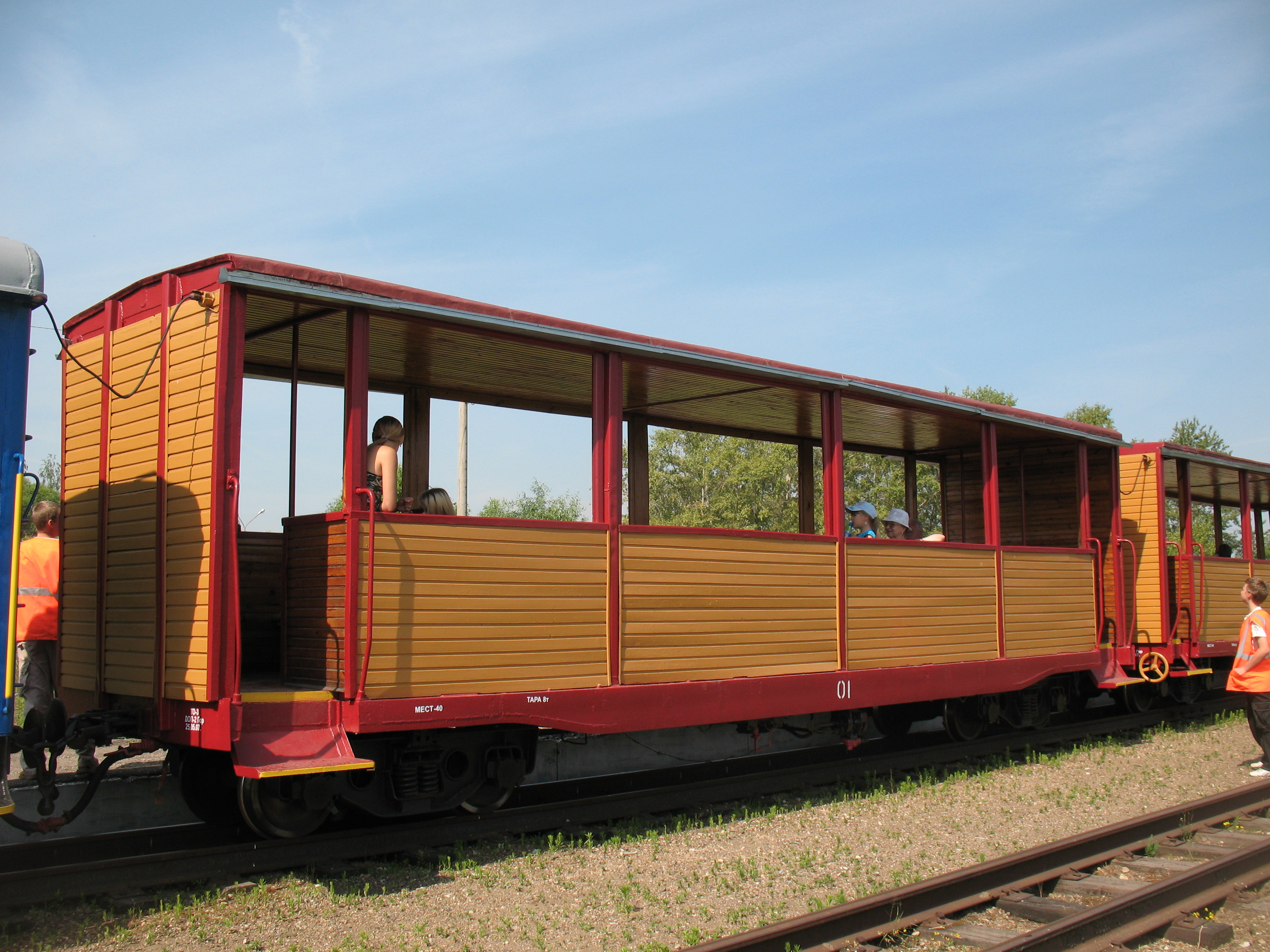
Вагоны типа «Дилижанс»
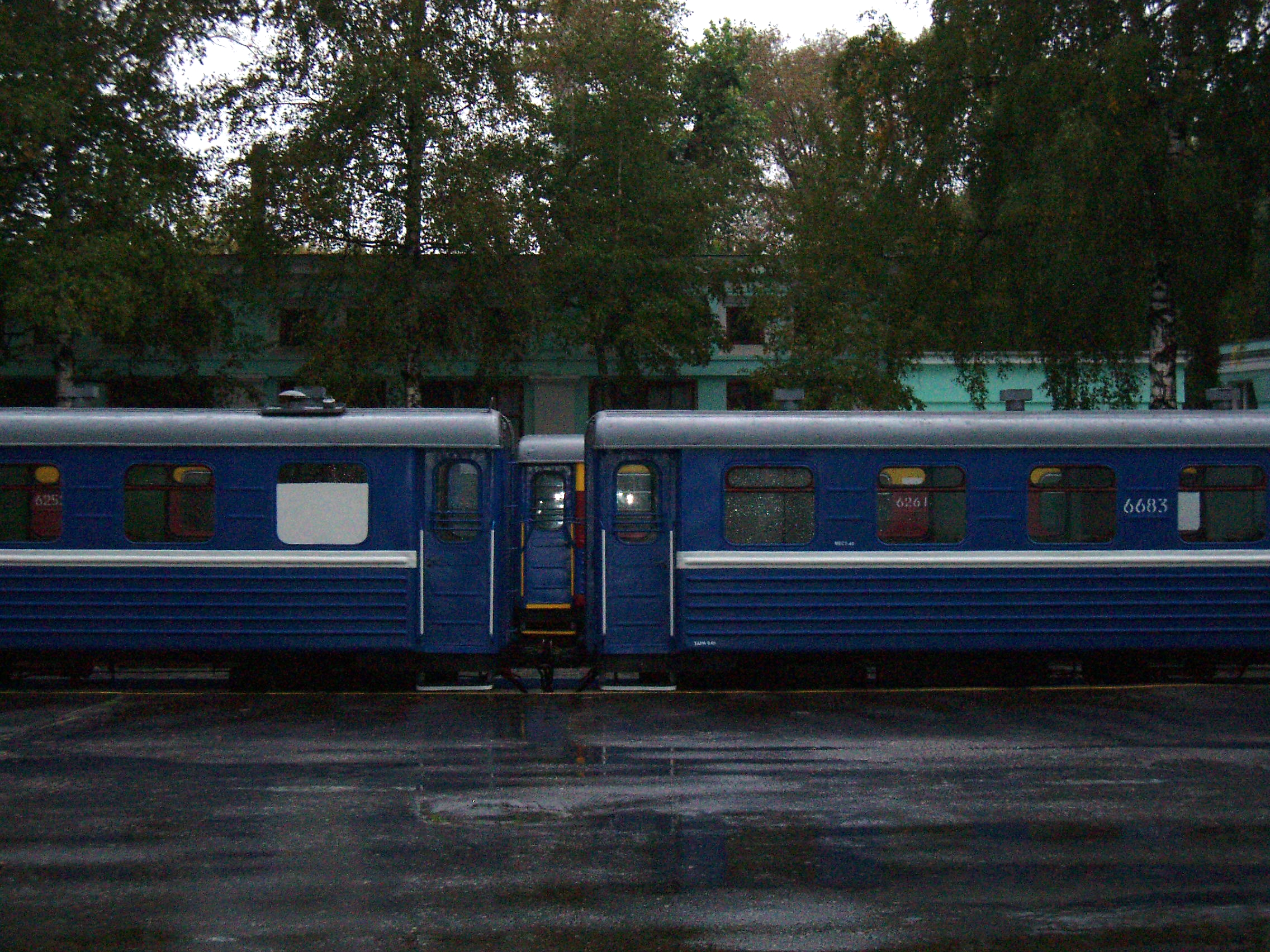
Пассажирские вагоны